# Gudula Staub
Gudula Staub Krause(Saarlouis, 31 de dezembro de 1968) é ex-voleibolista indoor e jogadora de vôlei de praia alemã, que no vôlei de praia, foi medalhista de bronze no Campeonato Europeu de 2001 na Itália.

## Carreira
Em 1997, estreou ao lado de Ulrike Schmidt no circuito mundial no Aberto de Marselha e  terminaram o décimo sétimo lugar e alcançaram em nono no Aberto de Espinho, estiveram no Campeonato Mundial de 1997 em Los Angeles quando finalizaram no décimo sétimo lugar. Na temporada de 1998, competiram juntas no circuito mundial, alcançaram o décimo terceiro lugar nos Abertos de Vasto e de Salvador, finalizaram em nono lugar no Aberto de Espinho, em sétimo lugar no Aberto de Dalian e em quinto no Aberto de Espinho.
No ano de 1999, competiu ao lado de Ulrike Schmidt, e foram semifinalistas no Campeonato Europeu de Voleibol de Praia em Palma de Maiorca, e terminaram no quinto posto no Campeonato Mundial de 1999 em Marselha, depois no circuito mundial, e alcançaram o décimo sétimo lugar nos Abertos de Acapulco, Toronto e Espinho, ainda finalizaram em vigésimo quinto posto no Aberto de Osaka, e no sétimo lugar no Aberto de Salvador.
Em 2000, continuou com Ulrike Schmidt, disputaram no circuito mundial,  alcançaram o quarto lugar no Aberto de Berlim, em décimo terceiro lugar nos Abertos de Vitória, Cagliari e Gstaad, no décimo sétimo lugar no Aberto de Rosarito e Grand Slam de Chicago, em nono lugar nos Abertos de Toronto, Espinho e Marselha, mesmo feito obtido nos Jogos Olímpicos de Verão de 2000 em Sydney.

## Títulos e resultados
- Aberto de Berlim do Circuito Mundial de Vôlei de Praia de 2000
- Campeonato Europeu de 1999